# Pappersbjörk
Pappersbjörk (Betula papyrifera) är en björkväxtart som beskrevs av den amerikanske botanikern Humphry Marshall 1785. Enligt Catalogue of Life och Dyntaxaingår Pappersbjörk i släktet björkar och familjen björkväxter. Arten förekommer tillfälligt i Sverige, men reproducerar sig inte.

## Underarter
Arten delas in i följande underarter:
- B. p. cordifolia
- B. p. papyrifera

## Utseende
Trädet når en höjd av 5 till 20 meter. Ett exemplar har oftast flera stammar. Populationer i Alaska är utformade som buskar. Bladen når en längd av 4 till 10 cm.

## Utbredning
Utbredningsområdet sträcker sig över stora delar av Kanada samt av norra USA. Arten växer i låglandet och i bergstrakter upp till 1800 meter över havet. Pappersbjörk ingår vanligen i blandskogar. I områden som drabbades av bränder eller där den ursprungliga skogen blev avverkad kan arten vara det dominerande trädet.

## Användning
Nordamerikas ursprungsbefolkning använde barken liksom papyrus eller papper för anteckningar. Barken brukades även för kanoter och för vattentäta takkonstruktioner.

## Hot
Klimatförändringar kan påverka sydliga populationer negativ. Hela beståndet anses vara stabil. IUCN listar arten som livskraftig (LC).

## Bildgalleri

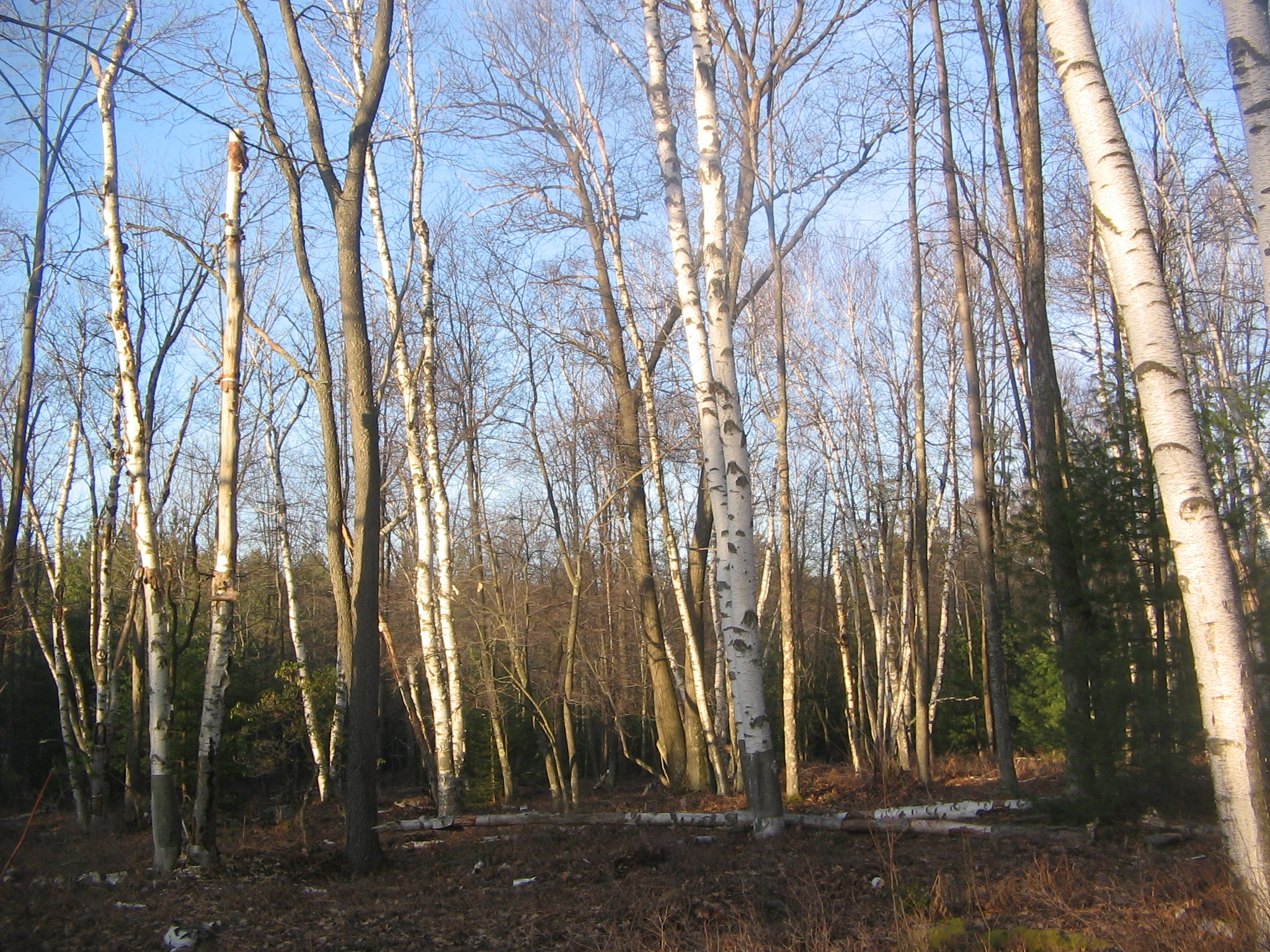
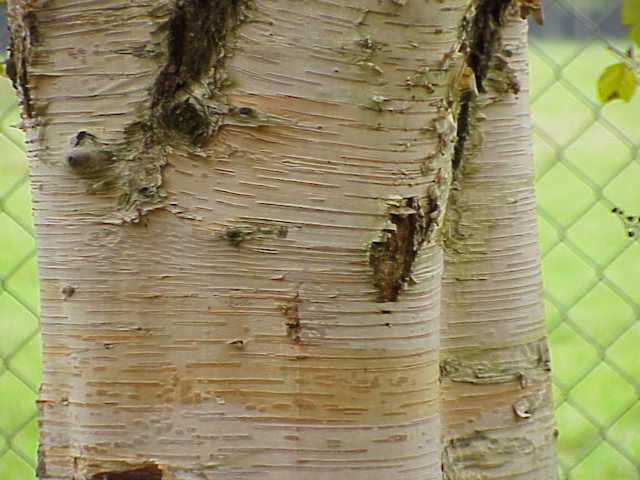